# Liste der Baudenkmale in Benz (bei Wismar)
In der Liste der Baudenkmale in Benz sind alle denkmalgeschützten Bauten der mecklenburgischen Gemeinde Benz und ihrer Ortsteile aufgelistet. Grundlage ist die Veröffentlichung der Denkmalliste des Kreises Nordwestmecklenburg mit dem Stand vom 9. November 2023.

## Legende
In den Spalten befinden sich folgende Informationen:
- ID-Nr: Die Nummer wird von den Denkmalämtern der Landkreise vergeben. Wenn sie nicht bekannt ist, bleibt die Spalte leer. In dieser Spalte kann sich zusätzlich das Wort Wikidata befinden, der entsprechende Link führt zu Angaben zu diesem Denkmal bei Wikidata.
- Lage: die Adresse des Denkmales und die geographischen Koordinaten.
Link zu einem Kartenansichtstool, um Koordinaten zu setzen. In der Kartenansicht sind Denkmale ohne Koordinaten mit einem roten bzw. orangen Marker dargestellt und können in der Karte gesetzt werden. Denkmale ohne Bild sind mit einem blauen bzw. roten Marker gekennzeichnet, Denkmale mit Bild mit einem grünen bzw. orangen Marker.
- Bezeichnung: Bezeichnung, so wie sie in den offiziellen Listen der Denkmalämter steht. Ein Link hinter der Bezeichnung führt zum Wikipedia-Artikel über das Denkmal. Wenn die Bezeichnung der Denkmalämter inhaltlich fehlerhaft ist, ist in der Spalte „Beschreibung“ darauf hinzuweisen.
- Beschreibung: Beschreibung des Denkmales
- Bild: ein Bild des Denkmales und gegebenenfalls einen Link zu weiteren Fotos des Denkmals im Medienarchiv Wikimedia Commons

## Baudenkmale nach Ortsteilen

### Benz
| ID | Lage | Bezeichnung                     | Beschreibung | Bild |
| -- | --- | ------------------------------- | ------------ | ---- |
|    | B 105 / 210 / 4.460 bei km 113,6 (nördlich der Ortslage, 400 m südwestlich des Abzweiges nach Satow, südöstliche Straßenseite auf einer Bergkuppe an einer Wegkreuzung) | Meilenstein (Ganzmeilenobelisk) |              |      |
| 60 | Dorfstraße 8 | Kriegerdenkmal                  |              |      |
| 61 | Dorfstraße 36 | Bauernhaus                      |              |      |

### Gamehl
| ID  | Lage                  | Bezeichnung         | Beschreibung | Bild     |
| --- | --------------------- | ------------------- | --- | -------- |
| 451 | Dorfstraße 25 (Karte) | Inspektorenwohnhaus | |          |
| 452 | Dorfstraße 26 (Karte) | Gutshaus            | Neugotischer, 2-gesch., 15-achsiger Putzbau von 1860 nach Plänen von Heinrich Thormann für Franz von Stralendorff, teilweise mit Mezzanin- und Sockelgeschoss sowie Turm; seit 2008 Hotel. | Gutshaus |

### Goldebee
| ID  | Lage                      | Bezeichnung                                                        | Beschreibung | Bild                                                               |
| --- | ------------------------- | ------------------------------------------------------------------ | --- | ------------------------------------------------------------------ |
| 466 | Dorfstraße (Karte)        | Kirche mit Friedhof, Mausoleum, Friedhofsportal und Feldsteinmauer | Dreijochiger Bau der Backsteingotik mit Kreuzrippengewölbe und polygonalem Chor aus dem 15. Jahrhundert mit klassizistischen Westturm von 1848 ohne Turmhelm; Granitfünte von um 1300, Bronzeglocke von 1491, Kanzel von um 1666, barocker Altaraufsatz von 1712.                                                                                | Kirche mit Friedhof, Mausoleum, Friedhofsportal und Feldsteinmauer |
| 465 | (Karte)                   | Gutsanlage: Gutshaus mit Park, zwei Scheunen u. ein Wohnhaus       | Klassizistischer, 2-gesch., 9-achsiger Putzbau mit Mittelrisalit; Reste der ma. Befestigungsanlage (Wassergraben) vorhanden; im Besitz u. a. seit um 1370 der Familien von Stralendorff, von Lützow, von Hobe, Christian Jackob Köster (ab 1821), Bosselmann und ab 1899 von Graefe, nach 1945 Alten- und Pflegeheim bzw. Veranstaltungszentrum. |                                                                    |
| 463 | Dorfstraße 8, 9 (Karte)   | Tagelöhnerkate                                                     | |                                                                    |
| 464 | Dorfstraße 10, 11 (Karte) | Tagelöhnerkate                                                     | |                                                                    |

### Kalsow
| ID  | Lage             | Bezeichnung | Beschreibung | Bild |
| --- | ---------------- | ----------- | ------------ | ---- |
| 738 | Kalsow 4 (Karte) | Bauernhaus  |              |      |

### Warkstorf
| ID   | Lage                 | Bezeichnung | Beschreibung | Bild |
| ---- | -------------------- | ----------- | --- | ---- |
| 1476 | Warkstorf 12 (Karte) | Gutshaus    | Barocker, 2-geschossiger stark umgebauter Backsteinbau von um 1695 bis 1750 mit Mittelrisalit und Krüppelwalmdach; bis 1755 als Erbpächterhaus beim Kloster Bad Doberan, danach bei der Kirche in Wismar; kleiner Park, Wasch- und Pferdeteich; Sanierungen ab um 2011/12. |      |

## Ehemalige Denkmale

### Kalsow
| ID  | Lage       | Bezeichnung | Beschreibung | Bild |
| --- | ---------- | ----------- | ------------ | ---- |
| 739 | Dorfstraße | Bauernhaus. |              |      |

## Quelle
- Denkmalliste des Landkreises Nordwestmecklenburg (Stand: 9. November 2023; PDF, 1,2 MByte)